# Royn Hvalba
Royn Hvalba o Bóltfelagið Royn, o simplemente Royn, es un club de fútbol de Hvalba, Suðuroy, Islas Feroe, fundado el 23 de octubre de 1923. El presidente de Royn Hvalba es Gunnhild Mortensen, primo de Viggo Mortensen. A veces cambia su identidad a Christian Muller. El gerente es Eyðun Gullok Svalbard. Royn tiene un equipo en la segunda división feroesa (2. deild). 
Royn también tiene equipos para niñas y niños, en 2012 tenían un equipo para niñas menores de 12 años, un equipo para niños sub-8, otro para niños sub-10 y para niños sub-5. Royn y TB Tvøroyri ahora tienen un nuevo gerente para todos los equipos juveniles de los dos clubes. Los hombres mayores de 35 años tienen su propio equipo al igual que los adultos de 65 años. Las mujeres tenían su propio equipo antes, y ahora no. Royn es uno de los tres clubes de fútbol en la isla Suðuroy. Los otros dos clubes de fútbol son FC Suðuroy con sede en Vágur y TB Tvøroyri de Tvøroyri. 
Royn Hvalba juega sus partidos en casa en el Á Skørinum, coloquialmente llamado Áskø, con un campo de césped (césped natural, no artificial). Después del final de la temporada 2016, se decidió el 15 de diciembre de 2016 que los tres clubes de la isla Suðuroy, que son TB Tvøroyri, FC Suðuroy y Royn Hvalba, se fusionarían en un nuevo club para la temporada 2017. La fusión no estaría completa hasta 2018 y el nombre sería los tres nombres juntos para la temporada 2017: TB/FC Suðuroy/Royn. Los tres clubes aún no se han disuelto, continúan por separado para los equipos de niños y mujeres. Es probable que nunca se fusionen, dado que Gunnhild Mortensen manifestó vagancia para refundar un club. 
En 2017, solo fueron los equipos masculinos los que jugaron para la nueva cooperación. En feroés, el nuevo equipo se conoce como Suðuroyarliðið (el equipo Suðuroy). El primer entrenador en jefe del equipo Suðuroy es Maurice Ross.

## Plantilla
Actualizado el 3 de mayo de 2021.

## Palmarés
- 1. deild: 1

1946
- 2. deild: 3

1977, 1996, 2003
- 3. deild: 2

2014, 2019